# Llobregós
El río Llobregós nace en el término municipal de Calonge de Segarra, en la comarca de Noya y desemboca en el río Segre cerca de Pons, ya en la comarca de la Noguera después de atravesar la parte norte de la Segarra, formando el valle que lleva su nombre y en el que se encuentran poblaciones como Castellfollit, Torá, Biosca o Sanahúja. Su caudal es bastante escaso y variable según la época del año. Una parte del valle del Llobregós ha sido listado como espacio de interés natural protegido.